# Val-de-Virieu
Val-de-Virieu is een gemeente in het Franse departement Isère (regio Auvergne-Rhône-Alpes). De gemeente maakt deel uit van he arrondissement La Tour-du-Pin.

## Ontstaan
Val-de-Virieu is op 1 januari 2019 ontstaan door de fusie van de gemeenten Panissage en Virieu. De gemeente telde 1.534 inwoners op 1 januari 2022.

## Geografie
De oppervlakte van Val-de-Virieu bedroeg op 1 januari 2022 16,26 vierkante kilometer; de bevolkingsdichtheid was toen 94,3 inwoners per km².

## Verkeer en vervoer
In de gemeente ligt spoorwegstation Virieu-sur-Bourbre.

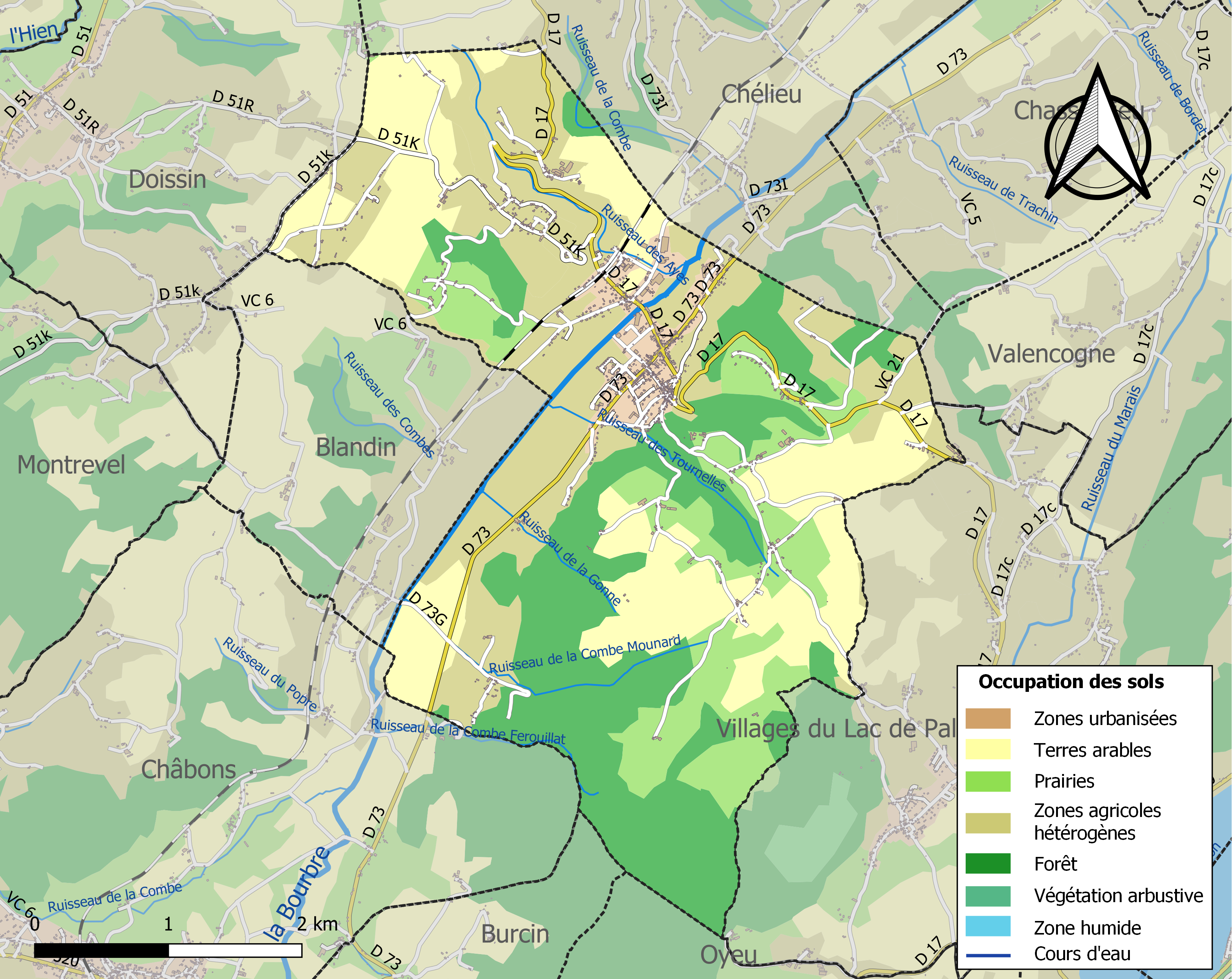
Kaart van de gemeente met de belangrijkste infrastructuur, bodemgebruik en omliggende gemeenten

## Afbeeldingen

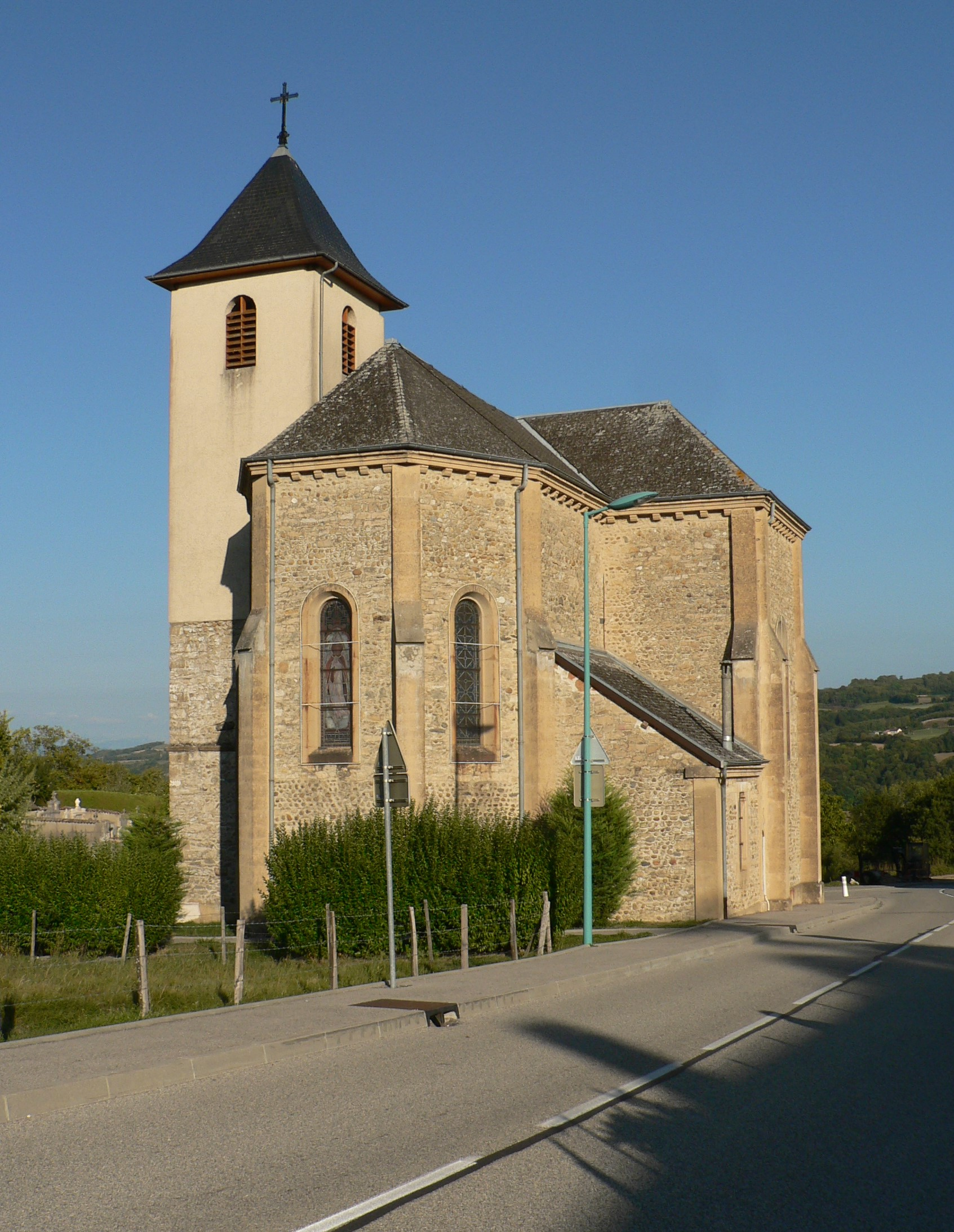
Kerk van Panissage
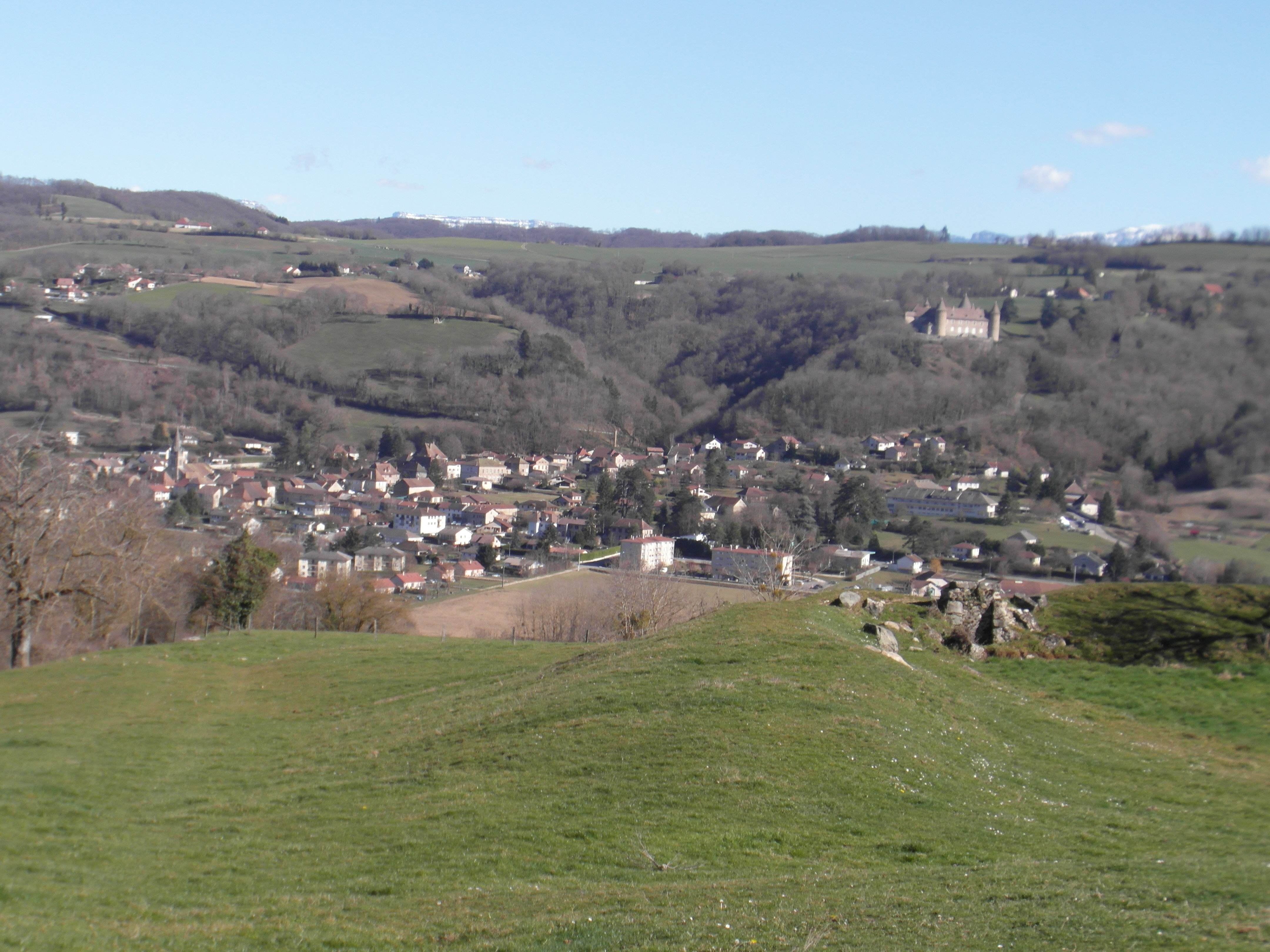
Gezicht op Virieu
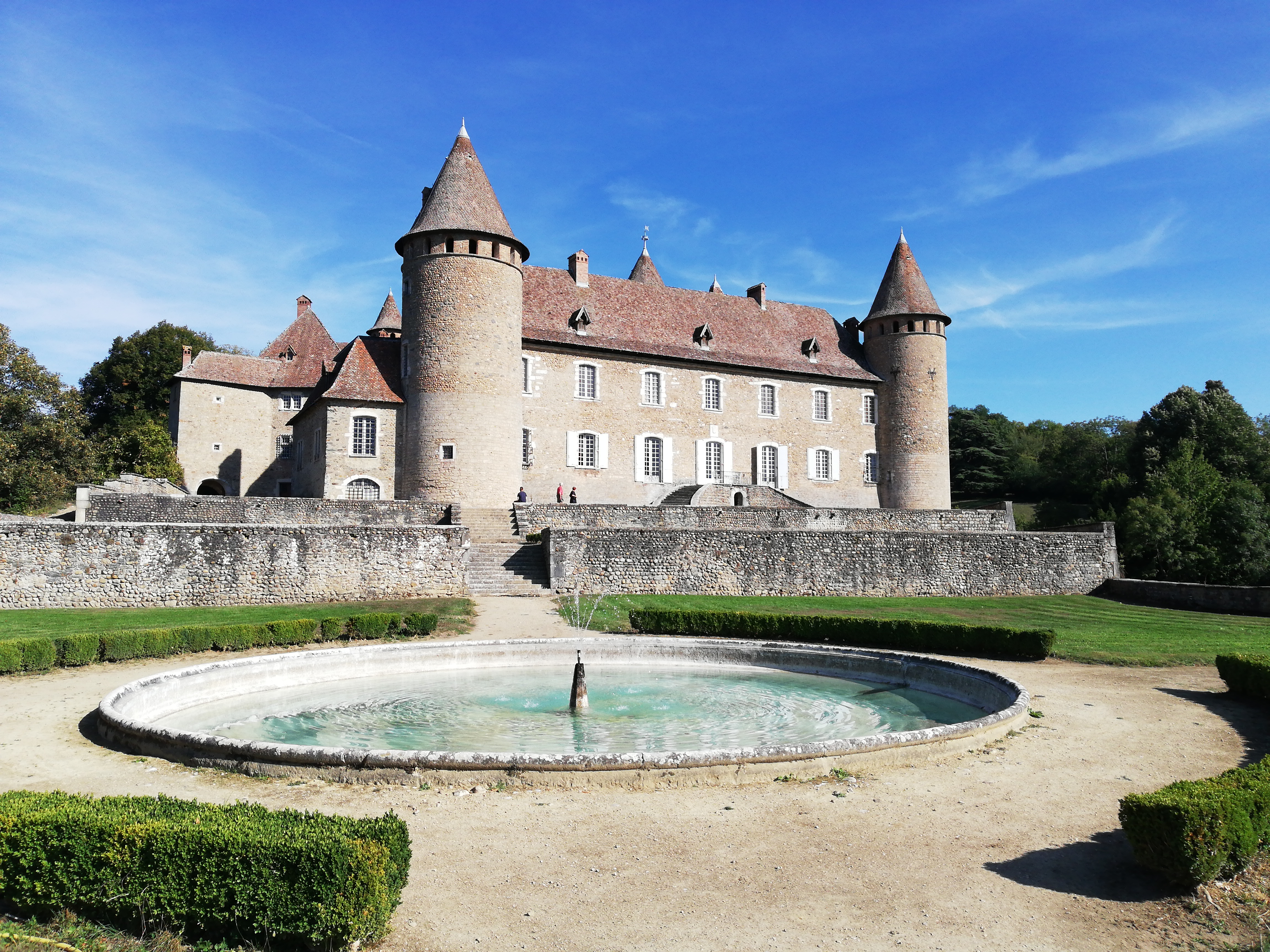
Kasteel van Virieu